# Tapinoma indicum
Tapinoma indicum este o specie de furnici din genul Tapinoma. Descrisă de Forel în 1895, specia este endemică în diferite țări din Asia.